# ル・ルレ
ル・ルレ (フランス語: Le Rouret) は、フランス南東部のアルプ＝マリティーム県に所在するコミューン（基礎自治体）。

## 地理
ル・ルレは、グラースから 10 km (6.2 mi)、カンヌと地中海の海岸から 26 km (16 mi)、ニースから 28 km (17 mi)、そしてモナコから45 km (28 mi)の位置にある。南向き斜面の標高が高い位置にあるル・ルレの一部の場所からは、モナコからサントロペにかけての地中海の眺望が得られる。

## 経済
このコミューンは、もっぱら住宅地からなっているが、村の中心部には商店も多く、観光案内所もある。近郊には、グラースの香水製造業者が使用する花卉を栽培する花畑が散在している。
ル・ルレは、現代において開発行為が進行しているこの地方の典型的な村落の例であり、観光、文化活動や住宅開発の拡大がありながら、旧来の、あるいは近年の新たな農業も共存している。

## 歴史

### 先史時代
ル・ルレにある2か所の遺跡、「ル・ルレの森の宿営地 (Le camp du bois du Rouret)」と「ル・カステララス (Le Castellaras)」からは、古代における居住の痕跡が見つかっている。
「森の宿営地」は丘陵の上にある。19世紀末にポール・ゴビーがおこなった発掘調査で、紀元前400年ころの居住の痕跡が見つかっており、最も多くの居住の痕跡が残されているのは紀元前100年ころのものである。
「ル・カステララス」は非常に単純な、しかし謎めいた、倒れたモノリスであり、新石器時代ないし青銅器時代に遡るものと考えられている。しかし、そうした時代に人が居住した痕跡は、この場所からは発見されていない。

### 近現代
- 1900年代はじめ、当地には 604人の農民たちが居住していた。
- 1910年、ニースからの路面電車がル・ルレまで到達した。
- 1928年5月、路面電車が廃止され、入れ込み客が減少した。
- 1945年、第二次世界大戦後の住民は、545人であった。
- フランス第五共和政となり、グラースとニースを結ぶ道路がル・ルレを通るようになり、人口が増加した。

## 人口